# Marcella Schmidt di Friedberg
Marcella Schmidt Muller Di Friedberg (* 1958 in Palermo) ist eine italienische Humangeografin.
Marcella Schmidt di Friedberg promovierte 1984 an der Universität Mailand in Humangeografie und Geschichte. Nach ihrem Studium arbeitete sie zunächst als Reiseführerin für kulturhistorische Touren. Daneben beschäftigte sie sich mit Arbeiten zum Tourismus in der postindustriellen Gesellschaft und den Problemen des Massentourismus auf den Mittelmeerinseln. Heute lehrt di Friedberg als Professorin am Department für Humangeografie der Universität Mailand.

## Schriften
- Sardinien. Auf den Spuren antiker Völker, Knaur, München 1988 ISBN 3-426-04632-6.
- L’anima del paesaggio tra estetica e geografia (mit Luisa Bonesio), Mimesis, Mailand 1999
- L’arca di Noè. Conservazionismo tra natura e cultura, Giappichelli, Turin 2004
- Geografia a scuola. Monti, fiumi, capitali o altro?, Eleuthera, Mailand 2005